# Céaux
Céaux és un municipi francès al departament de la Manche i a la regió de Normandia. L'any 2021 tenia 412 habitants. Al nord limita amb l'ample estuari del Sélune que desemboca via la badia de Saint-Michel al canal de la Mànega. És un municipi agricola i de turisme rural. Moltes cases tenen pisos turístics i habitacions de lloguer, per servir sobretot la gent que visita el Mont Saint-Michel.

## Demografia
El 2007 encara tenia 431 habitants en 166 famílies de les quals 52 eren unipersonals. Hi havia 227 habitatges, 176 habitatges principals, 19 segones residències i 31 estaven desocupats. 

## Economia
El 2009 a Céaux hi havia 174 unitats fiscals que integraven 453 persones, la mediana anual d'ingressos fiscals per persona era de 15.505 €. Té una escola elemental.
Dels 26 establiments que hi havia el 2007, hi havia una empresa alimentària, 5 empreses de construcció, 7 empreses de comerç i reparació d'automòbils, una empresa de transport, 7 empreses d'hostatgeria i restauració, una empresa financera, una empresa immobiliària i 3 empreses de serveis.
L'únic establiment comercial que hi havia el 2009 era una fleca.
L'any 2000 hi havia 19 explotacions agrícoles que conreaven un total de 605 hectàrees.